# Oudenaardeplantsoen
Het Oudenaardeplantsoen ligt aan het westelijke gedeelte van de Antwerpenbaan in Nieuw Sloten in Amsterdam Nieuw-West. Het plantsoen werd in 1991 vernoemd naar de Belgische stad Oudenaarde. Sinds 1991 heeft tramlijn 2 zijn  keerlus aan het Oudenaardeplantsoen. Omdat er toen nog geen bebouwing in de omgeving aanwezig was werd de keerlus alleen gebruikt om te keren en lag het voorlopige eindpunt tot 1993 een halte verder stadinwaarts bij het Kasterleepark.